# Franz Stadelmayer
Franz Stadelmayer (né le 12 janvier 1891 à Scheinfeld, mort le 19 mai 1971 à Munich) est un homme politique allemand.

## Biographie
Stadelmayer, docteur en droit, entre dans le conseil municipal de Wurtzbourg en 1919 comme membre du Parti populaire bavarois, est trésorier de la ville. Il le reste en 1933 lorsque Theo Memmel, membre du NSDAP, devient maire de la ville avec le soutien du Parti populaire bavarois. Après six mois de vacances, il est contraint de démissionner en octobre 1934 et remplacé par le nazi Oskar Rudolf Dengel.
Après la fin de la Seconde Guerre mondiale, Stadelmayer est mis par l'administration militaire américaine, à la tête de la gouvernance de la ville de Munich. Il l'est brièvement avec Karl Scharnagl en tant que deuxième maire.
Du 16 mai 1949 à 1952 puis de 1952 à 1956, il est élu indépendant et maire de Wurtzbourg. En tant que maire, il promeut les transports et le logement. Il contribue à la renaissance du Würzburger Mozartfest en 1951. Le 23 mai 1955, il accueille le président fédéral Theodor Heuss, qui vient fréquemment Würzburg ; ils visitent  ensemble l'église Saint-Alphonse construite l'année précédente.
De 1956 à 1960, il est directeur de la Bayerischer Rundfunk.